# Frederico Guilherme de Hesse-Cassel
Frederico Guilherme Jorge Adolfo, conde de Hesse-Cassel, (26 de novembro de 1820 - 14 de Outubro de 1884) foi o único filho de Guilherme de Hesse-Cassel e da princesa Luísa Carlota da Dinamarca.
Tinha grande importância dinástica, uma vez que era candidato tanto ao trono de Hesse-Cassel, pelo lado do pai, como ao trono dinamarquês pelo lado da mãe.

## Família
Frederico Guilherme era o quarto filho do conde Guilherme de Hesse-Cassel e da princesa Luísa Carlota da Dinamarca. Entre as suas irmãs estava a princesa Luísa de Hesse-Cassel, esposa do rei Cristiano IX da Dinamarca, e mãe da princesa Alexandra da Dinamarca, esposa do rei Eduardo VII do Reino Unido, do rei Jorge I da Grécia e da princesa Dagmar da Dinamarca, esposa do czar Alexandre III da Rússia. Os seus avós paternos eram o conde Frederico de Hesse-Cassel e a princesa Carolina de Nassau-Usingen. Os seus avós maternos eram o príncipe-herdeiro Frederico da Dinamarca e a grã-duquesa Sofia Frederica de Mecklemburgo-Schwerin.

## Primeiros anos
Frederico nasceu em Copenhaga e mudou-se permanentemente para a Dinamarca aos três anos de idade, crescendo lá. Estudou depois na Universidade de Bonn e iniciou a sua carreira militar.

## Casamentos e descendência
A primeira esposa de Frederico foi a grã-duquesa Alexandra Nikolaevna da Rússia com quem se casou a 28 de janeiro de 1844. Os dois tinham-se conhecido quando Frederico visitou São Petersburgo com a intenção de pedir a irmã de Alexandra, Olga, em casamento, mas acabaria por apaixonar-se pela primeira. O casal teve apenas um filho, Guilherme, nascido a 10 de agosto de 1844, três meses antes do tempo. A criança morreu poucos minutos depois de nascer e Alexandra teve o mesmo destino ao final do dia:
- Guilherme de Hesse-Cassel (1844), morreu pouco tempo após o parto.

Frederico nunca se recuperou completamente deste golpe e apenas se voltou a casar nove anos depois com a princesa Ana da Prússia a 26 de maio de 1853. O casamento foi infeliz, mas produziu seis filhos:
- Frederico Guilherme II de Hesse-Cassel (15 de outubro de 1854 - 14 de outubro de 1888), nunca se casou, morreu numa viagem marítima entre a Batávia e Singapura;
- Isabel Carlota de Hesse-Cassel (13 de junho de 1861 - 7 de janeiro de 1955), casada com o príncipe-herdeiro Leopoldo Frederico de Anhalt; com descendência;
- Alexandre Frederico de Hesse-Cassel (25 de janeiro de 1863 - 26 de março de 1945), casado com a a baronesa Gisela Stockhorner von Starheim; com descendência;
- Frederico Carlos de Hesse-Cassel (1 de maio de 1868 - 28 de maio de 1940), casado com a princesa Margarida da Prússia; com descendência;
- Maria-Polyxene de Hesse-Cassel (29 de abril de 1872 - 16 de agosto de 1882), morreu aos dez anos de idade;
- Sibila Margarida de Hesse-Cassel (3 de junho de 1877 - 1925); casada com o barão Friedrich von Vincke (divorciados em 1923); com descendência.